# Kanton Noyon
Noyon is een kanton van het Franse departement Oise. Het kanton maakt deel uit van het arrondissement Compiègne. Ingevolge het decreet van 24 februari 2014 werd het kanton gewijzigd met uitwerking vanaf 22  maart 2015.

## Gemeenten
Het kanton Noyon omvatte tot 2014 de volgende gemeenten:
- Appilly
- Babœuf
- Beaurains-lès-Noyon
- Béhéricourt
- Brétigny
- Caisnes
- Cuts
- Genvry
- Grandrû
- Larbroye
- Mondescourt
- Morlincourt
- Noyon (hoofdplaats)
- Passel
- Pont-l'Évêque
- Pontoise-lès-Noyon
- Porquéricourt
- Salency
- Sempigny
- Suzoy
- Varesnes
- Vauchelles
- Ville

Vanaf 2015 omvat het de volgende gemeenten;
- Appilly
- Babœuf
- Beaugies-sous-Bois
- Beaurains-lès-Noyon
- Béhéricourt
- Berlancourt
- Brétigny
- Bussy
- Caisnes
- Campagne
- Carlepont
- Catigny
- Crisolles
- Cuts
- Flavy-le-Meldeux
- Fréniches
- Frétoy-le-Château
- Genvry
- Golancourt
- Grandrû
- Guiscard
- Larbroye
- Libermont
- Maucourt
- Mondescourt
- Morlincourt
- Muirancourt
- Noyon
- Passel
- Le Plessis-Patte-d'Oie
- Pont-l'Évêque
- Pontoise-lès-Noyon
- Porquéricourt
- Quesmy
- Salency
- Sempigny
- Sermaize
- Suzoy
- Varesnes
- Vauchelles
- Ville
- Villeselve